# Grot van Öküzini
De Grot van Öküzini is een archeologische vindplaats in de provincie Antalya (Turkije). Deze grot werd bewoond tijdens het Epipaleolithicum (16.000 - 9.000 v.Chr.), dit is het einde van het Paleolithicum.

## Vondsten
In de grot werden verschillende gedecoreerde stenen gevonden. Het gaat enerzijds lineaire composities. Deze erg complexe composities hadden mogelijk een rol bij het rekenen (aftrekken). Anderzijds werd er ook een steen met een figuratieve compositie gevonden. Deze stelt een menselijk figuur voor gewapend met een spies en een rundachtige. Dit ritueel jachttafereel is typisch voor de mythologie van het Paleolithicum.
Verder werden in de bodem botfragmenten en resten van houtskool gevonden, die konden worden geanalyseerd met de C14-methode.
Vondsten uit de grot zijn tentoongesteld in het Museum van Antalya.